# Station Velká Bystřice zastávka
Železniční zastávka Velká Bystřice zastávka (Nederlands: Spoorweghalte Velká Bystřice zastávka, Duits vroeger: Groß Wisternitz Haltestelle) is een station in de Tsjechische stad Velká Bystřice. Het station ligt aan spoorlijn 310 (die van Olomouc, via Moravský Beroun, Bruntál en Krnov, naar Opava loopt). Het station is onder beheer van de SŽDC en wordt bediend door stoptreinen van de České dráhy. Naast de spoorweghalte Velká Bystřice zastávka ligt ook het station Velká Bystřice in de stad Velká Bystřice.
Olomouc hlavní nádraží ↔ Bystrovany ↔ Velká Bystřice ↔ Velká Bystřice zastávka ↔ Hlubočky-Mariánské údolí ↔ Hlubočky zastávka ↔ Hlubočky ↔ Hrubá Voda zastávka ↔ Hrubá Voda ↔ Hrubá Voda-Smilov ↔ Jívová ↔ Domašov nad Bystřicí ↔ Moravský Beroun ↔ Dětřichov nad Bystřicí ↔ Lomnice u Rýmařova ↔ Valšov ↔ Bruntál ↔ Milotice nad Opavou ↔ Zátor ↔ Brantice ↔ Krnov ↔ Krnov-Cvilín ↔ Úvalno ↔ Skrochovice ↔ Holasovice ↔ Vávrovice ↔ Opava západ ↔ Opava východ